# Watertherapie
De term watertherapie wordt voor verschillende soorten therapie in of met water gebruikt:
- hydrotherapie
- kneipp-hydrotherapie
- lichaamsgerichte psychotherapie in warm water
- floaten
- veel water drinken

## Hydrotherapie
Bij hydrotherapie worden oefeningen gedaan in een warm zwembad (minimaal 32°C), ter verlichting van reumatische klachten. Dit wordt meestal begeleid door een fysiotherapeut of oefentherapeut. De opwaartse druk van het water maakt het bewegen gemakkelijker, terwijl de warmte de pijn vermindert.

## Kneipp-hydrotherapie
Bij de kneipp-hydrotherapie wisselt men koude en warme waterbaden af. Een andere vorm gebruikt opgietingen met afwisselen koud en warm water, over een deel van het lichaam. De afwisseling van warm en koud water stimuleert de bloedsomloop. Dit principe wordt ook toegepast in de sauna.

## Lichaamsgerichte psychotherapie in warm water
Bij deze lichaamsgerichte therapie in een zwembad met warm water (ongeveer 35° Celsius), laat de cliënt zich op de rug drijven en wordt hij bij het drijven en bewegen ondersteund door een therapeut. Deze maakt zachte, zwaaiende en of wiegende bewegingen. Geclaimd wordt dat dit een heilzaam effect heeft op lichaam en geest.
Er zijn verschillende vormen van lichaamsgerichte psychotherapie in warm water, onder andere:
- watsu[7] (van WAter shiaTSU)
- waterdansen
- warmwater-rebirthing

## Floaten
Floaten is drijven in warm water (35 °C) met een hoge concentratie epsomzout. Dit heeft een positieve uitwerking op pijn, spanning en algeheel welbevinden. Floaten wordt onder meer toegepast bij fibromyalgie en sportblessures. De floating tank werd in 1954 ontwikkeld door de Amerikaanse neurowetenschapper John Lilly, verbonden aan het National Institute of Mental Health.

## Veel water drinken
Hierbij wordt 's ochtends, bij het opstaan, 1 tot 1,5 liter water gedronken. Dit wordt geacht te helpen "de darmen te reinigen". Van origine schijnt deze methode uit India of China te komen.
Er zijn geen moderne wetenschappelijke onderzoeken gedaan naar de heilzaamheid van deze vorm van watertherapie. Het drinken van zeer grote hoeveelheden water kan leiden tot watervergiftiging. Bij een normale nierfunctie zal 1,5 liter echter geen enkel probleem veroorzaken.